# Mada'in Saleh

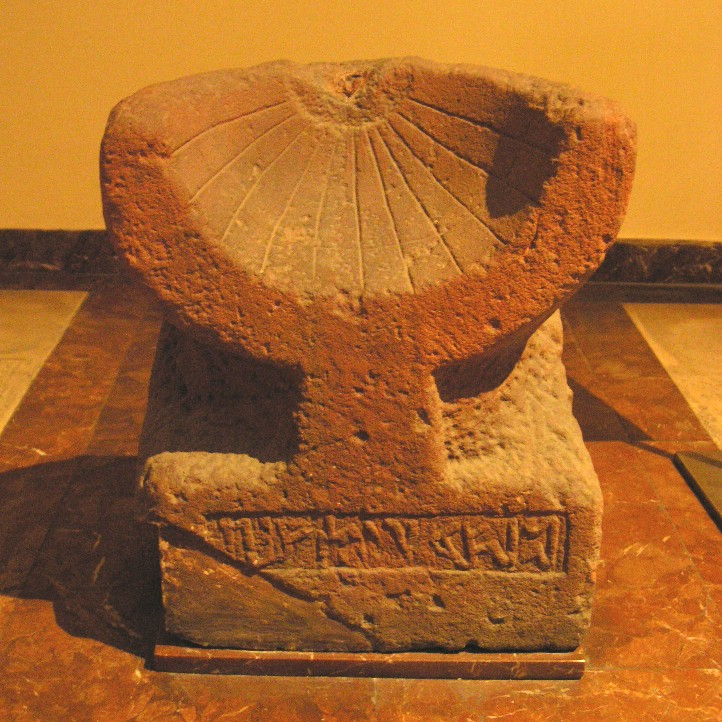
Reloj de sol de piedra arenisca, con inscripción en arameo del, hallado en Mada'in Saleh.

Mada'in Saleh (o Madain Saleh)  (en árabe: مدائن صالح , madāʼin Ṣāliḥ, "Ciudades de Saleh"), también denominada Al-Hijr ("lugar de la roca"), es una antigua ciudad localizada en el norte de Hejaz, en la actualidad en Arabia Saudita, a 22 kilómetros de la ciudad de Al-Ula (en árabe: العلا). En la Antigüedad, la ciudad estaba habitada por zamudíes y nabateos, siendo denominada como Hegra.
Algunas de las inscripciones encontradas en la zona están datadas hacia el segundo milenio antes de Cristo. Sin embargo, todos los elementos arquitectónicos restantes se fechan al período de las civilizaciones Thamudi y Lihyan.
En 2008, la Unesco proclamó a Mada'in Saleh Patrimonio de la Humanidad, convirtiéndose en el primer lugar de Arabia Saudí en conseguirlo.

## Turismo

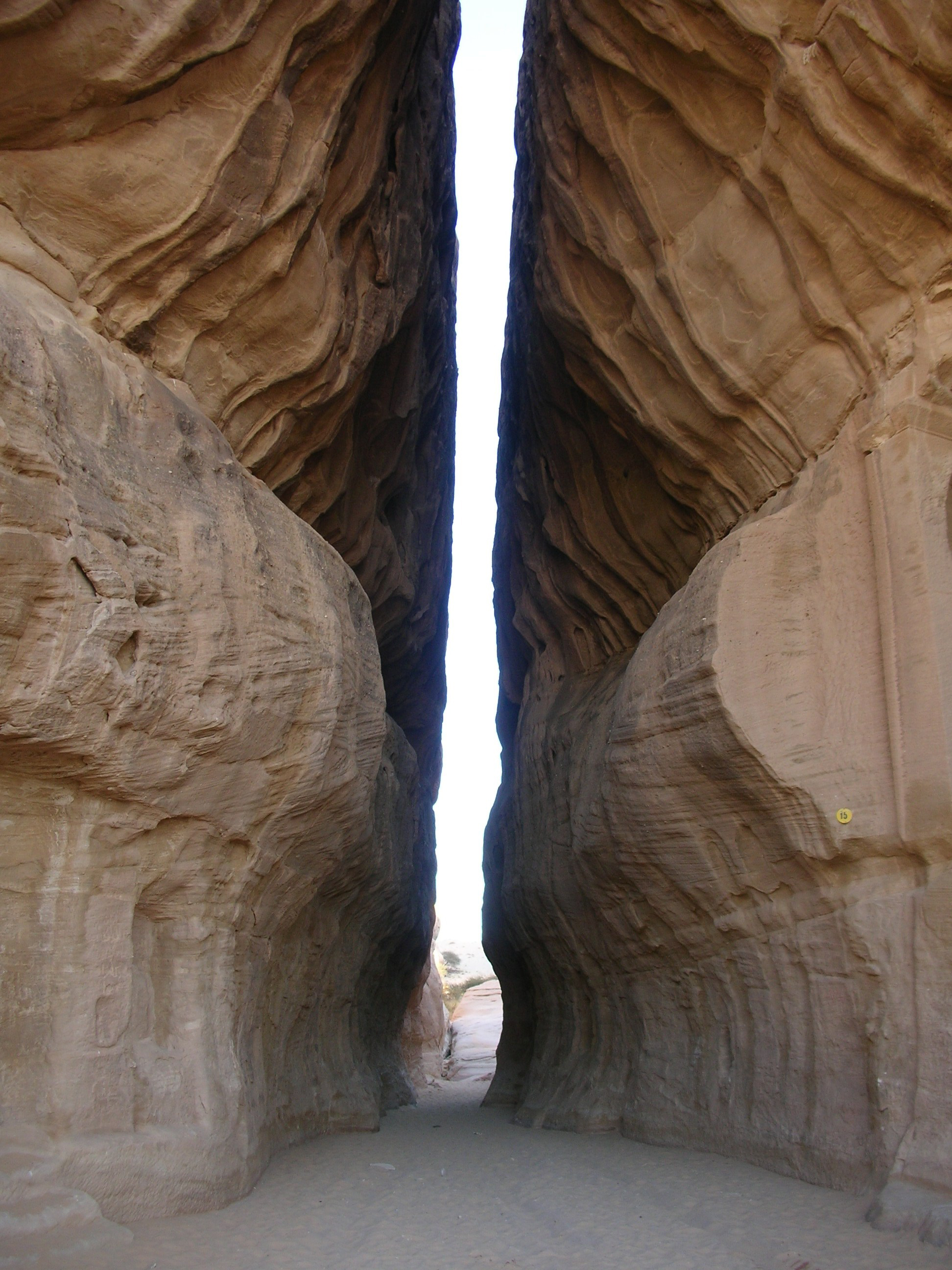
El sitio arqueológico de Al Hijr – Madain Salih.

Mada'in Saleh está considerada los segundos restos de la cultura nabatea más importante tras Petra. 131 tumbas se encuentran desperdigadas a lo largo de 13,4 kilómetros junto con cisternas, murallas, torres, etc.

### En inglés
- Photo gallery at nabataea.net
- World Heritage listing submission
- Fotos del fotógrafo Zubeyr Kureemun
- Historical Wonder por Mohammad Nowfal

- Datos: Q27356
- Multimedia: Meda'in Saleh / Q27356